# Ensemble Nostri Temporis
O Ensemble Nostri Temporis (ENT) é um conjunto de compositores de música clássica ucraniana fundado em 2007 e sob a direcção de Bohdan Sehin desde 2019.